# Seznam prvních písní hitparády v Česku (2002–2009)
Rádio Top 100 Oficiální je oficiální žebříček nejlepších písniček vysílaných v České republice. Sestavuje a vydává ho IFPI Czech Republic.
Níže je uveden seznam písní, které se během let 2002 až 2009 dostaly na Rádio Top 100 Oficiálním žebříčku na první příčku.
| Vyšlo         | Umělec                              | Skladba                             | Počet týdnů na prvním místě |
| 2002          | 2002                                | 2002                                | 2002                        |
| ------------- | ----------------------------------- | ----------------------------------- | --------------------------- |
| 30. prosince  | Robbie Williams                     | "Feel"                              | 10                          |
| 2003          |                                     |                                     |                             |
| 24. února     | Atomic Kitten                       | "The Last Goodbye"                  | 2                           |
| 10. března    | Celine Dion                         | "I Drove All Night"                 | 6                           |
| 5. května     | Kryštof                             | "Tramvaje"                          | 1                           |
| 12. května    | Mig 21                              | "Malotraktorem"                     | 1                           |
| 19. května    | Celine Dion                         | "I Drove All Night"                 | 3                           |
| 9. června     | Chinaski                            | "Dobrák od kosti"                   | 4                           |
| 7. července   | Lucie Bílá                          | "eSeMeS"                            | 5                           |
| 11. srpna     | DJ BoBo                             | "Chihuahua"                         | 3                           |
| 1. září       | Dido                                | "White Flag"                        | 13                          |
| 1. prosince   | Chinaski                            | "1970"                              | 3                           |
| 22. prosince  | Dido                                | "White Flag"                        | 2                           |
| 2004          |                                     |                                     |                             |
| 5. ledna      | Chinaski                            | "1970"                              | 8                           |
| 1. března     | Westlife                            | "Mandy"                             | 2                           |
| 15. března    | The Black Eyed Peas                 | "Shut Up"                           | 1                           |
| 22. března    | Outkast                             | "Hey Ya!"                           | 1                           |
| 29. března    | No Doubt                            | "It's My Life"                      | 2                           |
| 12. dubna     | Limp Bizkit                         | "Behind Blue Eyes"                  | 5                           |
| 17. května    | Jamelia                             | "Superstar"                         | 1                           |
| 24. května    | Anastacia                           | "Left Outside Alone"                | 1                           |
| 31. května    | Limp Bizkit                         | "Behind Blue Eyes"                  | 3                           |
| 21. června    | Anastacia                           | "Left Outside Alone"                | 2                           |
| 5. července   | Eamon                               | "Fuck It (I Don't Want You Back)"   | 2                           |
| 19. července  | Anastacia                           | "Left Outside Alone"                | 1                           |
| 26. července  | Eamon                               | "Fuck It (I Don't Want You Back)"   | 2                           |
| 2. srpna      | Aneta Langerová                     | "Letím ke hvězdám"                  | 1                           |
| 9. srpna      | Eamon                               | "Fuck It (I Don't Want You Back)"   | 2                           |
| 23. srpna     | Maroon 5                            | "This Love"                         | 9                           |
| 25. října     | Anastacia                           | "Sick and Tired"                    | 6                           |
| 13. prosince  | Support Lesbiens                    | "Cliché"                            | 2                           |
| 27. prosince  | Dan Bárta                           | "On My Head"                        | 14                          |
| 2005          |                                     |                                     |                             |
| 18. dubna     | Green Day                           | "Boulevard of Broken Dreams"        | 1                           |
| 25. dubna     | Arash                               | "Boro Boro"                         | 2                           |
| 9. května     | Natasha Bedingfield                 | "Unwritten"                         | 1                           |
| 16. května    | Green Day                           | "Boulevard of Broken Dreams"        | 2                           |
| 30. května    | The Pirates                         | "You Should Really Know"            | 2                           |
| 13. června    | Green Day                           | "Boulevard of Broken Dreams"        | 1                           |
| 20. června    | Global Deejays                      | "The Sound of San Francisco"        | 1                           |
| 27. června    | Daniel Powter                       | "Bad Day"                           | 2                           |
| 11. července  | The Black Eyed Peas                 | "Don't Phunk With My Heart"         | 4                           |
| 8. srpna      | Daniel Powter                       | "Bad Day"                           | 1                           |
| 15. srpna     | Akon                                | "Lonely"                            | 1                           |
| 22. srpna     | Backstreet Boys                     | "Incomplete"                        | 2                           |
| 5. září       | Chinaski                            | "Tabáček"                           | 1                           |
| 12. září      | James Blunt                         | "You're Beautiful"                  | 2                           |
| 26. září      | Green Day                           | "Wake Me Up When September Ends"    | 2                           |
| 10. října     | Chinaski                            | "Tabáček"                           | 9                           |
| 12. prosince  | Juanes                              | "La Camisa Negra"                   | 2                           |
| 2006          |                                     |                                     |                             |
| 3. ledna      | Madonna                             | "Hung Up"                           | 3                           |
| 24. ledna     | Juanes                              | "La Camisa Negra"                   | 1                           |
| 31. ledna     | Madonna                             | "Hung Up"                           | 1                           |
| 7. února      | James Blunt                         | "Wisemen"                           | 5                           |
| 14. března    | Helena Zeťová                       | "Impossible (Unstoppable)"          | 1                           |
| 21. března    | Bob Sinclar feat. Gary "Nesta" Pine | "Love Generation"                   | 5                           |
| 25. dubna     | Ready Kirken                        | "1+1"                               | 1                           |
| 2. května     | Bob Sinclar feat. Gary "Nesta" Pine | "Love Generation"                   | 1                           |
| 9. května     | Ready Kirken                        | "1+1"                               | 6                           |
| 20. června    | Shakira                             | "Hips Don't Lie"                    | 2                           |
| 4. července   | Support Lesbiens                    | "English Stereo"                    | 8                           |
| 29. srpna     | Flipsyde                            | "Happy Birthday"                    | 3                           |
| 19. září      | Chinaski                            | "Vedoucí"                           | 1                           |
| 26. září      | Pink                                | "Who Knew"                          | 2                           |
| 10. října     | Kryštof                             | "Rubikon"                           | 1                           |
| 17. října     | Wanastowi Vjecy                     | "Otevřená Zlomenina"                | 1                           |
| 24. října     | Kryštof                             | "Rubikon"                           | 2                           |
| 7. listopadu  | PEHA                                | "Spomal"                            | 1                           |
| 14. listopadu | Kryštof                             | "Rubikon"                           | 1                           |
| 21. listopadu | Wanastowi Vjecy                     | "Otevřená Zlomenina"                | 2                           |
| 5. prosince   | PEHA                                | "Spomal"                            | 9                           |
| 2007          |                                     |                                     |                             |
| 6. února      | Divokej Bill                        | "Čmelák"                            | 1                           |
| 13. února     | Pink                                | "U + Ur Hand"                       | 5                           |
| 20. března    | Nelly Furtado                       | "All Good Things (Come to an End)"  | 7                           |
| 8. května     | Mika                                | "Relax, Take It Easy"               | 1                           |
| 15. května    | Kaiser Chiefs                       | "Ruby"                              | 1                           |
| 22. května    | Nelly Furtado                       | "Say It Right"                      | 17                          |
| 18. září      | Chinaski                            | "Zadarmo"                           | 4                           |
| 16. října     | Fergie                              | "Big Girls Don't Cry"               | 1                           |
| 23. října     | Enrique Iglesias                    | "Do You Know? (The Ping Pong Song)" | 2                           |
| 6. listopadu  | Plain White T's                     | "Hey There Delilah"                 | 3                           |
| 27. listopadu | Marquess                            | "Vayamos Compañeros"                | 1                           |
| 4. prosince   | Plain White T's                     | "Hey There Delilah"                 | 4                           |
| 2008          |                                     |                                     |                             |
| 15. ledna     | Sugababes                           | "About You Now"                     | 10                          |
| 25. března    | Colbie Caillat                      | "Bubbly"                            | 7                           |
| 13. května    | Kryštof                             | "Atentát"                           | 7                           |
| 1. července   | Lenny Kravitz                       | "I'll Be Waiting"                   | 2                           |
| 15. července  | Morandi                             | "Angels"                            | 4                           |
| 12. srpna     | Enrique Iglesias                    | "Can You Hear Me"                   | 1                           |
| 19. srpna     | Sugababes                           | "Denial"                            | 2                           |
| 2. září       | Enrique Iglesias                    | "Can You Hear Me"                   | 3                           |
| 23. září      | Katarína Knechtová                  | "Môj bože"                          | 1                           |
| 30. září      | September                           | "Cry for You"                       | 1                           |
| 7. října      | Katarína Knechtová                  | "Môj bože"                          | 3                           |
| 28. října     | Katy Perry                          | "I Kissed a Girl"                   | 1                           |
| 4. listopadu  | Coldplay                            | "Viva la Vida"                      | 1                           |
| 11. listopadu | Shaun Baker                         | "Hey Hi Hello"                      | 2                           |
| 25. listopadu | Guru Josh Project                   | "Infinity 2008"                     | 1                           |
| 2. prosince   | Pink                                | "So What"                           | 3                           |
| 23. prosince  | Amy Macdonald                       | "This Is the Life"                  | 2                           |
| 2009          |                                     |                                     |                             |
| 6. ledna      | Coldplay                            | "Viva la Vida"                      | 3                           |
| 27. ledna     | Katy Perry                          | "Hot n Cold"                        | 10                          |
| 7. dubna      | Pink                                | "Sober"                             | 2                           |
| 21. dubna     | Morandi feat. Helene                | "Save Me"                           | 1                           |
| 28. dubna     | Pink                                | "Sober"                             | 1                           |
| 5. května     | Alesha Dixon                        | "The Boy Does Nothing"              | 8                           |
| 30. června    | Michal Hrůza                        | "Napořád"                           | 1                           |
| 7. července   | Alesha Dixon                        | "The Boy Does Nothing"              | 3                           |
| 28. července  | Lily Allen                          | "Not Fair"                          | 2                           |
| 11. srpna     | Green Day                           | "Know Your Enemy"                   | 1                           |
| 18. srpna     | The Black Eyed Peas                 | "I Gotta Feeling"                   | 3                           |
| 8. září       | David Guetta feat. Kelly Rowland    | "When Love Takes Over"              | 2                           |
| 22. září      | The Black Eyed Peas                 | "I Gotta Feeling"                   | 1                           |
| 29. září      | David Guetta feat. Kelly Rowland    | "When Love Takes Over"              | 2                           |
| 13. října     | The Black Eyed Peas                 | "I Gotta Feeling"                   | 3                           |
| 3. listopadu  | Lady Gaga                           | "Paparazzi"                         | 2                           |
| 17. listopadu | David Guetta feat. Akon             | "Sexy Chick"                        | 1                           |
| 24. listopadu | Lady Gaga                           | "Paparazzi"                         | 2                           |
| 8. prosince   | The Pussycat Dolls                  | "Hush Hush"                         | 1                           |
| 15. prosince  | David Guetta feat. Akon             | "Sexy Chick"                        | 4                           |